# Ferdinand Rudio
Ferdinand Rudio (Wiesbaden, 2 de agosto de 1856 - Zúrich, 21 de junio de 1929) fue un matemático e historiador de las matemáticas suizo de origen alemán, que fue el principal editor de las obras completas de Euler.

## Vida y Obra
Rudio, hijo de un alto funcionario del Ducado de Nassau, cursó sus estudios secundarios en institutos de Wiesbaden. De 1874 a 1877 estudió en el Politécnico de Zúrich, primero ingeniería y después matemáticas, y de 1877 a 1880 en la Universidad de Berlín donde se doctoró en matemáticas en 1880. Siguiendo las sugerencias de su antiguo profesor en Zúrich, Carl Friedrich Geiser, volvió al Politécnico, en el que fue profesor desde 1881 hasta 1928, un año antes de su muerte.
En 1897 fue nombrado secretario general del congreso internacional de matemáticos que se celebró en Zúrich, haciendo un discurso inaugural lleno de fe en la profesión. Al morir Rudolf Wolf en 1893, se hizo cargo de la biblioteca del Politécnico, convirtiéndola en una institución de referencia y contribuyendo a la fundación de la Biblioteca Central de Zúrich.
Rudio es recordado, sobre todo, por haber sido el iniciador de la publicación de las Obras Completas de Euler, un proyecto que se inició tímidamente con una conferencia que pronunció en 1883 para celebrar el centenario de la muerte del ilustre matemático suizo, pero que no recibió un apoyo suficiente hasta el 1907, en el segundo centenario de su nacimiento. El propio Rudio editó los dos volúmenes de comentarios aritméticos y coeditó tres volúmenes más. El proyecto se alargó en el tiempo hasta llegar a los 73 volúmenes que tenía al final del año 2000.
Aparte de esta obra ingente, Rudio escribió sobre otros temas de historia de las matemáticas y una biografía de Ferdinand Eisenstein.